# جيمس بيرين سميث
جيمس بيرين سميث (بالإنجليزية: James Perrin Smith)‏ هو إحاثي وجيولوجي أمريكي، ولد في 27 نوفمبر 1864، وتوفي في 1931 بسبب ذات الرئة.